# ردفرن، نیو ساوت ولز
ردفرن (به انگلیسی: Redfern) یک حومه شهر در استرالیا است که در سیدنی واقع شده‌است.